# Blau-Weiss
Blau-Weiss fue el primer Movimiento Juvenil Sionista de la historia. Formado en Alemania antes de la Primera Guerra Mundial, aproximadamente en 1912, adoptó una actitud de educación no formal frente a los niños de la época. El origen de su nombre se debe a la traducción al alemán de "azul" y "blanco".

## Origen
Se formó con el objetivo de que jóvenes judíos tuvieran un espacio similar al de grupos Scouts, dentro de un marco judeo-sionista producto de la creciente discriminación existente dentro de grupos scouts no judíos en Alemania, en consecuencia en él, se realizaban las típicas actividades de los grupos scouts de la época: caminatas, campamentos, etc.
Adherida asimismo a los Wandervogel (antes de que éstos adoptaran una ideología antisemita). Los partidarios de Blau-Weiss eran los descendientes de los judíos «germanizados». Se oponían a la presión asimilacionista que imperaba en las familias judías de la época, adoptando una actitud de educación no formal frente a sus integrantes.

## Importancia
A pesar de su baja afluencia de integrantes la Tnuá Blau-Weiss posee una gran importancia ya que fue el primer grupo juvenil sionista existente y con esto fijó precedentes para la futura formación de nuevos grupos en Alemania y el resto de Europa, siendo una pieza fundamental e influyente en la lucha contra la asimilación del Pueblo judío.

## Pensamiento político
Blau-Weiss adoptó una plataforma sionista oficial en su convención en 1922, el movimiento promocionó una forma de vida agrícola, conduciendo a muchos de sus miembros a establecerse en kibutzim (granjas colectivas) en Palestina..

## Disolución de la Tnuá
Con la subida de Adolf Hitler al poder y la posterior aplicación de leyes y normas discriminatorias contra los judíos, el grupo fue finalizando progresivamente sus actividades, aunque Blau-Weiss se desmanteló en 1929, terminó definitivamente durante el trayecto de la Segunda Guerra Mundial producto de la deportación total de sus integrantes a campos de exterminio nazis.